# Cees Helder
Cees Helder (Starnmeer, 1948) is een voormalig chef-kok en voormalig eigenaar van restaurant Parkheuvel te Rotterdam. Hij was de eerste chef-kok in Nederland die drie Michelinsterren verwierf.

## Loopbaan
Cees Helder groeide op als boerenzoon in de polder Starnmeer bij het dorp De Rijp. Hij volgde de opleiding brood & banket aan de LTS in Schagen. Zijn eerste Michelinster kreeg hij als chef-kok bij restaurant Villa Rozenrust. Een tweede ster volgde bij Le Chevalier in Delft en ten slotte volgde de derde ster in 2002 als patron-cuisinier bij Parkheuvel Rotterdam. Hiermee was hij de eerste chef-kok in Nederland die de eer te beurt viel om 3 Michelinsterren te voeren.
De keuken van meesterkok Helder was 'no nonsens' en gespeend van gastronomische aanstellerij. Helder vond koken een ambacht, dat vaak ten onrechte tot kunst verheven werd. Zijn kookstijl was sober, maar zeer verfijnd. Een bekend gerecht van Helder, zijn zogenaamde 'signature dish', was gegrilde tarbot met een ansjovis-mousseline. In 2006 hing Helder zijn koksmuts aan de wilgen en verkocht hij Parkheuvel aan chef-kok Erik van Loo, die inmiddels ook 2 Michelinsterren heeft.
Cees Helder is oprichter en voorzitter van Les Patrons Cuisiniers. Dit is een culinair samenwerkingsverband en een vriendenclub. De leden streven naar vakmanschap, culinaire creativiteit en constante kwaliteit. Slechts na zich vakinhoudelijk bewezen te hebben, kan een eigenaar-kok tot deze exclusieve culinaire topclub toetreden.
Helder was ook de inspirator van de in 2010 opgerichte Cees Helder-Academie waarin de drie horeca-opleidingen van Rotterdam met hem samenwerkten: Roc Mondriaan, Roc Zadkine en het Albeda College. De opleiding richtte zich met name op het ondernemerschap. "Een kok die goed kan koken, is nog niet per se een goed ondernemer", volgens Helder. De opleiding had voornamelijk als doel om koks bij te scholen in het ondernemersvak.
Na het overlijden van Cas Spijkers werd Helder gevraagd als boegbeeld en inspirator voor de Cas Spijkers Academie (CSA), die opleidingen heeft in Twente, Nijmegen en Breda. Deze scholen leiden op voor het topsegment van de Nederlandse restaurants. Cees Helder verzorgt persoonlijk de casting voor toelating tot de opleiding, en hij examineert voor men tot diplomering overgaat. Een diploma van de CSA heeft dus letterlijk de handtekening/goedkeuring van Helder.